# Romualdo de Sterlich

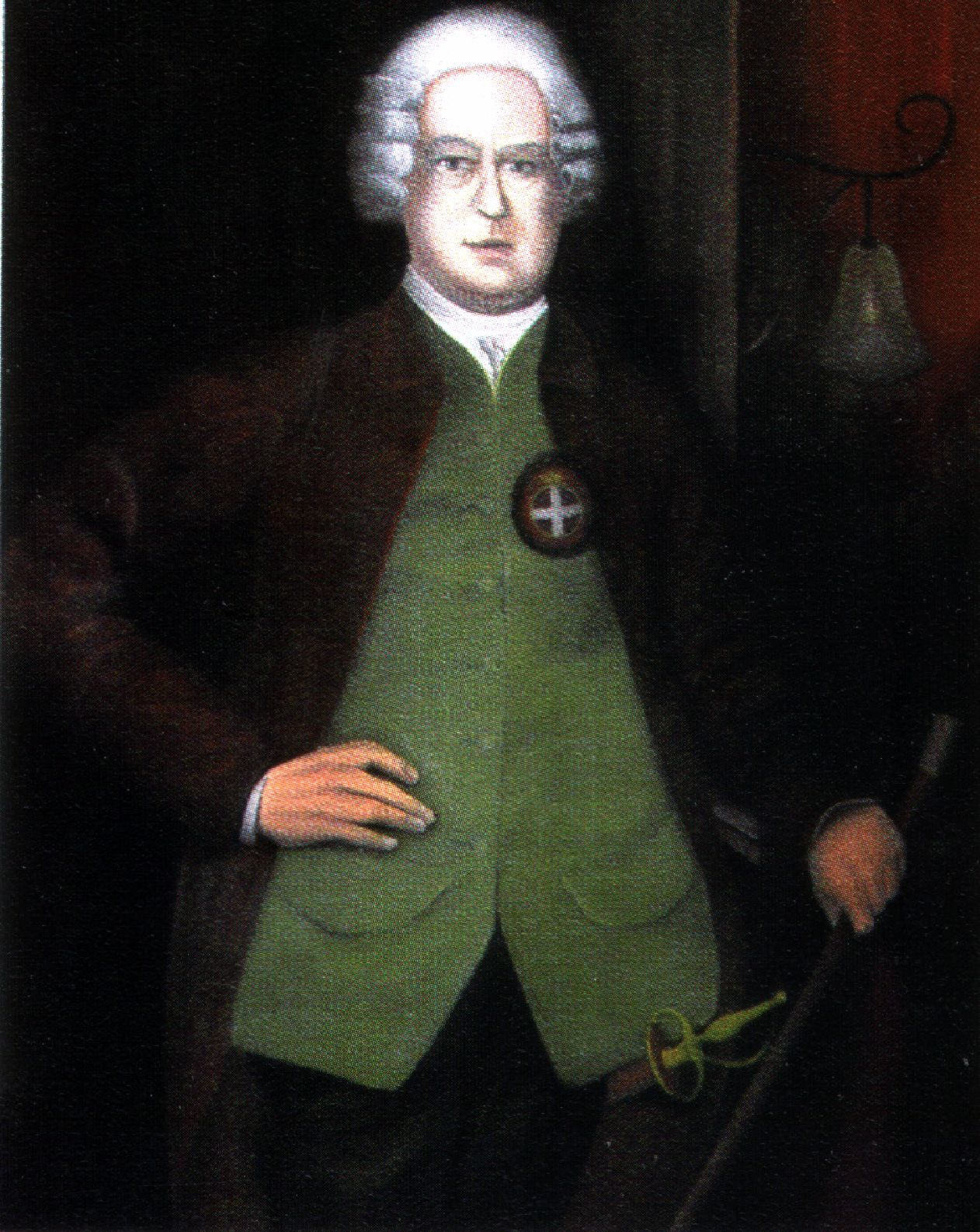
Ritratto di De Sterlich

Romualdo de Sterlich (Chieti, 12 settembre 1712 – Chieti, 6 marzo 1788) è stato un filosofo italiano.

## Biografia

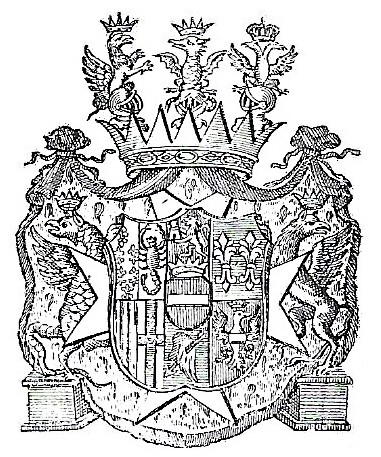
Stemma della famiglia De Sterlich

Figlio del marchese Rinaldo de Sterlich (di famiglia di origine austriaca, giunta in Abruzzo agli inizi del XVI secolo) e della marchesina aquilana Margherita Alfieri, studiò a Napoli nel Collegio dei Nobili, gestito dalla Compagnia di Gesù. Fu proprio questa esperienza che lo portò a concepire la sua profonda ostilità verso i Gesuiti, che fu uno dei tratti caratteristici del suo pensiero filosofico.
All'età di vent'anni tornò a Chieti e sposò Giuditta Castiglione (di famiglia aristocratica di Penne) da cui ebbe una numerosa prole (una ventina di figli di cui solo una decina sopravvissero ai primi anni mentre gli altri si spensero in tenera età). 

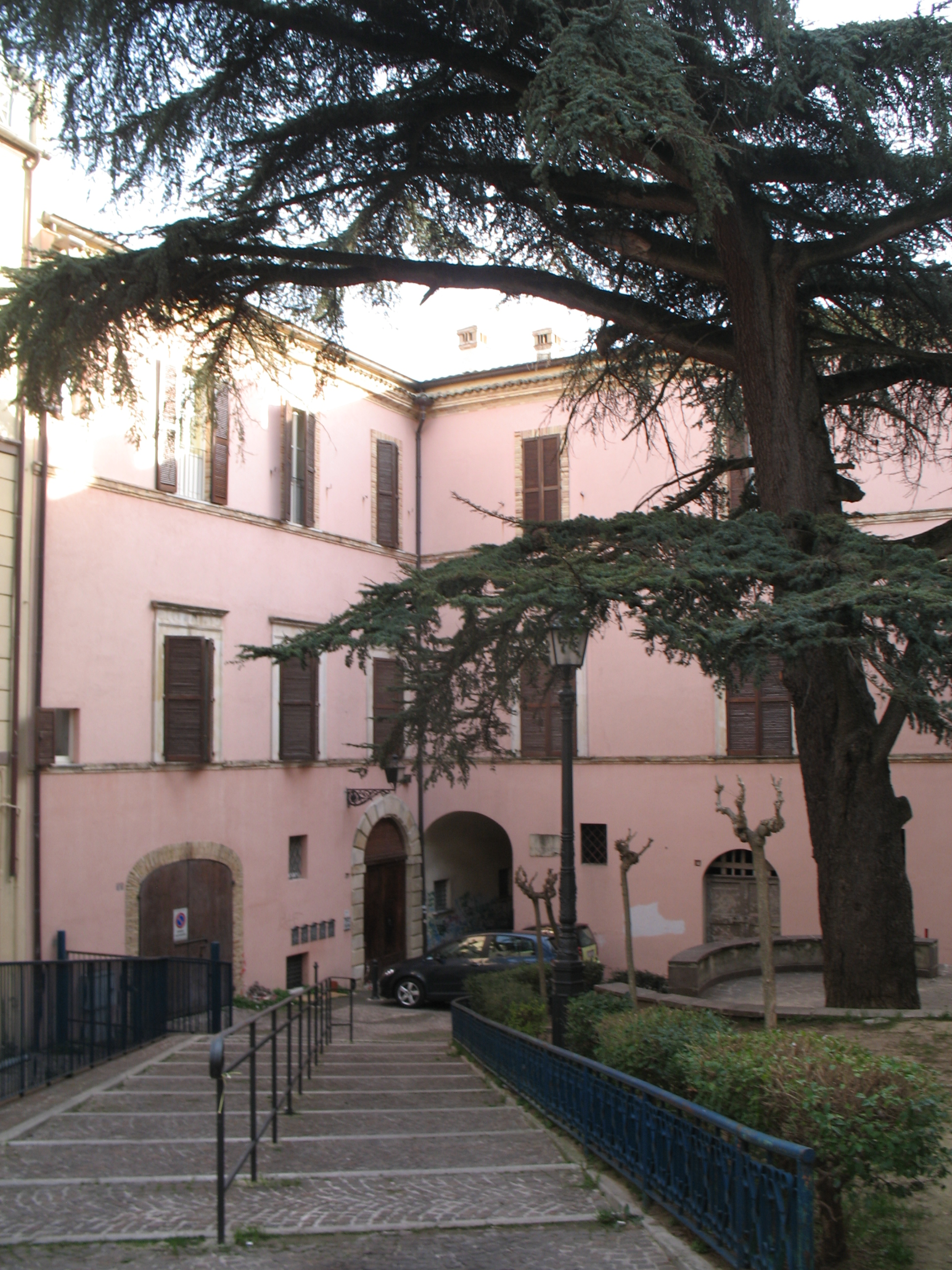
Il palazzo di famiglia a Chieti, piazza de Laurentiis

La cura della famiglia e dei beni ereditati dal padre (di cui era l'unico figlio maschio) lo portarono a dover compromettere le sue aspirazioni letterarie. Ma la cultura rimase sempre la sua prima passione e, alla metà del secolo XVIII, per superare l'isolamento culturale che gli veniva imposto dal dover vivere a Chieti, cominciò a costituire la sua personale biblioteca. Questa crebbe in misura esponenziale di anno in anno, tanto che nel 1776 contava 12.000 volumi, divenendo così una delle migliori biblioteche del Regno. 
L'intento di de Sterlich era di mettere la stessa a disposizione della città di Chieti per la sua crescita culturale. Sfortunatamente il suo desiderio fu reso vano dall'incuria di chi gestì la stessa dopo la sua morte. Cospicue parti di quella grande biblioteca sono stati individuate in tutta Italia: nella Biblioteca Provinciale «G. D'Annunzio» di Pescara, nella Biblioteca Provinciale «A.C. De Meis» di Chieti, nella Biblioteca Nazionale di Napoli, etc.
Sarebbe molto riduttivo considerare de Sterlich come solo un collezionista di libri. Egli li raccoglieva per elaborarli e per creare le sue riflessioni e i suoi pensieri. 
De Sterlich si rivela così aggiornatissimo sui dibattiti culturali europei del Settecento ed è tra i primi italiani a leggere e commentare le opere di Montesquieu, Rousseau, Voltaire, e di altri illuministi europei. Di questa partecipazione alla cultura illuministica europea ne è testimonianza un copioso scambio di lettere con altri intellettuali (Antonio Genovesi, Giovanni Antonio Battarra, Giovanni Lami, Giovanni Bianchi, Gaspare de Torres) dell'epoca. Questo ricco carteggio è un documento prezioso per delineare il passaggio in Italia alla cultura illuministica e rappresenta l'impronta da lui lasciata nel panorama culturale del Settecento Italiano.
Romualdo de Sterlich lasciò anche alcune testimonianze scritte del suo pensiero: due Dialoghi di Fra' Cipolla e la Nanna. In essi trova largo spazio la sua antipatia per i Gesuiti. 
Tramite la solida amicizia con Giovanni Lami, de Sterlich entrò a far parte dell'Accademia della Crusca e dell'Accademia dei Georgofili.
Romualdo de Sterlich si spense a Chieti il 6 marzo 1788 e fu sepolto nella Chiesa di S. Francesco di Paola.
Il palazzo di famiglia si trova in piazza de Laurentiis, a Chieti.